# Бізнес на вбивствах
«Бізнес на вбивствах» (англ. Business of Killing) — науково-фантастичне оповідання Фріца Лайбера, вперше опубліковане в вересні 1944 року журналом «Astounding Science Fiction».

## Сюжет
До рук пацифіста містера Уітлоу потрапив пристрій подорожей в просторі та часі і він вирушив у паралельну реальність Землі.
Не знайшовши там новин про війну, він вирішив дізнатись у місцевих спосіб існування без воєн.
Його приводять до керівника найбільшої корпорації — містера Сатурні, який хоче обміняти цей секрет на пристрій Уітлоу.
Зрештою виявляється, що в цій реальності теж іде війна, але вона є підвидом бізнесу.
Сатурні розхвалює такий підхід, коли приватна компанія, що виробляє зброю, викуповує у держави армію та флот і впроваджує там бізнес-практики. Тепер перевага у війні визначається не на полі бою, а бізнесовими рішеннями. 
Сатурні показує як залагоджувати конфлікти з профспілкою солдат та розкриває план скуповування контрольного пакету акцій супротивника.
Містеру Уітлоу це подобається і він хоче запросити Сатурні у свою реальність, щоб перетворити їхню війну у бізнес-змагання.
Він висловлює надію, що тоді можливо буде досягнути миру.
Однак прямолінійний Сатурні заперечує досягнення миру, оскільки це призведе до краху успішний бізнес.